# معر شمشه
معر شمشه (به عربی: معر شمشة) یک روستا در سوریه است که در معره نعمان واقع شده‌است. معر شمشه ۳٬۲۶۸ نفر جمعیت دارد.